# Northern Lights – Southern Cross
Northern Lights – Southern Cross ist das sechste Studioalbum der kanadischen Folk- und Country-Rock-Gruppe The Band. Es erschien am 1. November 1975 auf dem Label Capitol Records. Das Album war das erste der Gruppe seit Cahoots von 1971, das ausschließlich Eigenkompositionen enthielt. Auch weihten die Musiker mit Northern Lights – Southern Cross ihr neues Studio „Shangri-La“ in Kalifornien ein. Der Sound des Albums ist weit stärker von damals sehr modernen Synthesizer-Klängen geprägt als die frühen Alben der Band. Die Überlagerung vieler Synth-Spuren wurde durch die Benutzung eines 24-Kanal-Mischpultes ermöglicht.
Northern Lights – Southern Cross kam 1976 in den US-amerikanischen Billboard-Albencharts bis auf Platz 26, ein nach den Erfolgen der vorangegangenen Jahre während der Zusammenarbeit mit Bob Dylan eher schmächtiger Erfolg. Die Kritik hingegen sah das Album zumindest als deutliche Verbesserung zu den Vorgängern Cahoots und Moondog Matinee. All Music Guide bezeichnet das Album als Comeback-Album der Band und lobt es sogar als das beste Album der Gruppe seit ihrem zweiten Album aus dem Jahre 1969.
Zudem war die im Februar 1976 ausgekoppelte Single Ophelia der erste Eintrag der Band in den Billboard-Singlecharts seit 1973. Ophelia erreichte einen Platz 62.

## Titelliste
Alle Titel wurden von Robbie Robertson verfasst.
Seite 1
1. Forbidden Fruit – 5:59
2. Hobo Jungle – 4:15
3. Ophelia – 3:32
4. Acadian Driftwood – 6:42

Seite 2
1. Ring Your Bell – 3:55
2. Rags and Bones – 4:45
3. It Makes No Difference – 6:34
4. Jupiter Hollow – 5:20

Wiederveröffentlichung
Am 8. Mai 2001 veröffentlichte Capitol das Album auf CD. Die Titelliste der ursprünglichen LP wurde dabei leicht verändert, sodass Rags and Bones jetz als achter Titel den Abschluss des Albums bildete. Zusätzlich wurden folgende Bonustracks hinzugefügt:
1. Twilight – 3:13
2. Christmas Must Be Tonight – 3:01